# Epipogium japonicum
Epipogium japonicum är en orkidéart som beskrevs av Tomitaro Makino. Epipogium japonicum ingår i släktet skogsfrur, och familjen orkidéer. Inga underarter finns listade i Catalogue of Life.